# Distretto di Altaj (Kazakistan)
Il distretto di Altaj (in kazako: Зырян ауданы) è un distretto (audan) del Kazakistan con  capoluogo Altaj.